# Lettere di Amarna

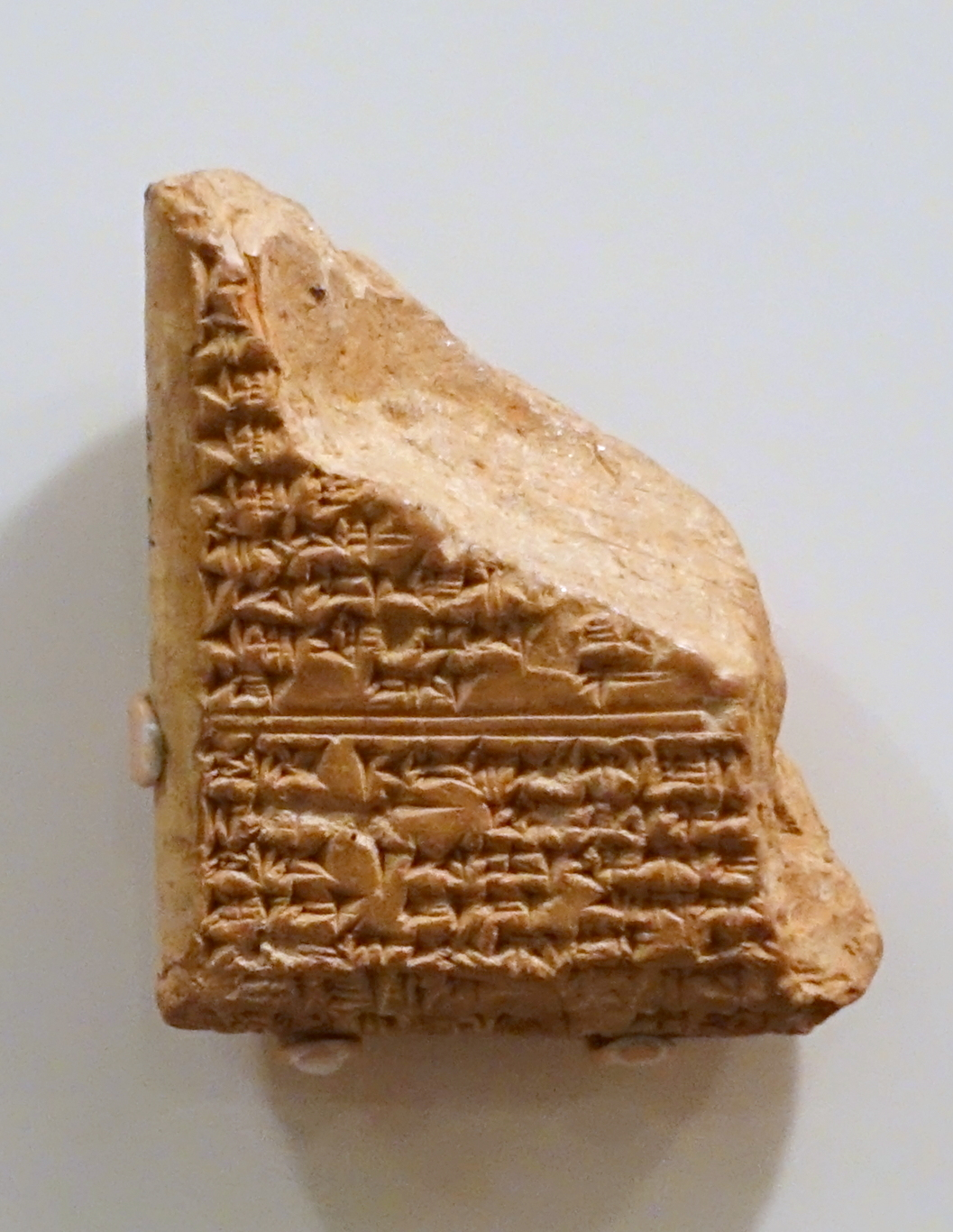
Lettera di Tushratta, re di Mitanni, a Tiy, Grande sposa reale di Amenofi III (ritto della tavoletta del lotto di Amarna EA 26, l'unica conservata all'Istituto orientale dell'Università di Chicago).

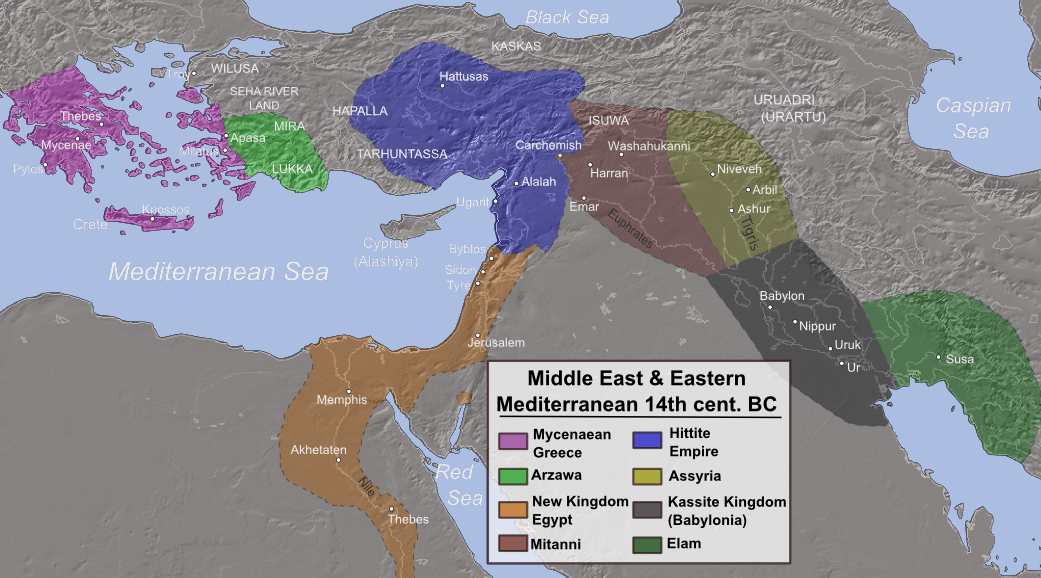
Il Vicino Oriente antico nel XIV secolo a.C., periodo di redazione delle lettere: in area egea, la Grecia micenea, indicata nelle lettere di Amarna come Akhiyawa; nell'Anatolia occidentale, Lukka (nelle lettere, Arzawa); nella terra di Khatti, con al centro la capitale Hattusas, l'Impero ittita; sull'alto Eufrate, il regno di Mitanni; sull'alto Tigri, l'Assiria; sulla Bassa Mesopotamia gravita la Babilonia cassita; più a est, l'Elam del Regno Medio.

Le cosiddette lettere di Amarna sono un lotto di circa 380 documenti, redatti in cuneiforme su tavolette di argilla, rinvenute nel 1887 nel Medio Egitto, ad Amarna, l'area di scavi intorno all'antica Akhetaton, città fondata nella seconda metà del XIV secolo a.C. da Akhenaton, faraone egizio della XVIII dinastia.
L'archivio risale al periodo in cui Akhenaton spostò la capitale da Tebe ad Akhetaton e comprende testi databili da Amenofi III (prima metà del XIV secolo a.C.) ai primi anni di regno di Tutankhamon, per un totale di poco più di venticinque anni (1360-1330 a.C. ca. o 1370-1350 a.C., secondo altre cronologie), un periodo spesso indicato come "età amarniana".
Per lo più il lotto comprende corrispondenza tra i faraoni d'Egitto e altri regni del Vicino Oriente asiatico. La lingua usata nelle tavolette è soprattutto l'accadico, in particolare il babilonese medio, lingua diplomatica dell'epoca, con l'eccezione di due tavolette in ittita ed una in hurrita.

## Ritrovamento e musealizzazione
Le prime lettere furono rinvenute nel 1887 da contadini egiziani e vendute sul mercato clandestino. Dopo un primo acquisto da parte di istituzioni museali mondiali e di mercanti d'arte, delle tavolette e del luogo di ritrovamento si persero le tracce finché altri reperti analoghi vennero nuovamente messi in commercio. Diverse campagne di scavo seguirono; tra queste, la più importante è quella condotta dagli egittologi inglesi William Matthew Flinders Petrie e John Pendlebury tra il 1891 e il 1892.
Le lettere sono oggi sparse tra diversi musei, soprattutto presso il British Museum di Londra il Museo egizio al Cairo, il Museo dell'Asia Anteriore di Berlino.

## Contenuto
Delle 382 lettere oggi note (fatti salvi i numerosi frammenti esistenti), solo 32 non sono lettere o inventari allegati a lettere, ma scritti derivanti principalmente da tradizioni degli scribi mesopotamici. Le 350 rimanenti tavolette vennero molto verosimilmente rinvenute tutte nello stesso luogo identificato, da iscrizioni, come «la casa della corrispondenza del faraone, vita, prosperità e salute» con ciò intendendo, molto verosimilmente, parte di un più vasto ufficio preposto specificamente alla corrispondenza in lingua straniera.
In linea di massima, l'archivio viene suddiviso in due grandi aree di interesse: rapporti con sovrani stranieri indipendenti dall'Egitto e pari al faraone, detti "grandi re" (per un totale di trentanove lettere e cinque allegati inventariali), tra questi comprendendo Babilonia, l'area cassita, l'Assiria del Medio Impero, Mitanni, Alashiya (forse Cipro), Arzawa; lettere, in gran parte, relative a rapporti con altri re stranieri, indicati come "piccoli re", la maggior parte dei quali era vassalla dell'Egitto nell'area del Levante: Canaan, Biblo, Tiro, Damasco, Ugarit, Gerusalemme, nonché una da Sichem.
Il corpus comprende soprattutto lettere che la Corte ricevé da altri re e rare sono quelle scritte in Egitto. I temi delle lettere del primo gruppo sottolineano in special modo scambi cerimoniali di doni, politiche matrimoniali, felicitazioni per un'intronizzazione recente. Del secondo gruppo, la gran parte è composta da risposte dei "piccoli re" a lettere di cui non si ha conoscenza o autonome richieste di aiuto. In particolare, ai piccoli re veniva, ad esempio, annunciato l'imminente arrivo del contingente armato delegato alla riscossione dei tributi, cui corrispondeva, da parte dei destinatari, la disponibilità ad accogliere il contingente, non disgiunta da richieste di aiuto. In particolare, i re palestinesi, abituati a rapporti di reciprocità (fedeltà e tributi in cambio di protezione), stentano a comprendere l'inattività del faraone, la sua tendenza a ignorare gli appelli (espressa dal verbo qâlu, con il significato di 'tacere', 'restare fermo', analogo all'ebraico dāman).
Da un punto di vista linguistico, la qualità del babilonese usato dalle diverse cancellerie rinvia alla rilevanza delle diverse scuole scribali: ad esempio, quelle palestinesi, meno autorevoli rispetto a quelle siriane, incappano in anacoluti e disseminano i testi di glosse di stampo cananaico.

## Cronologia
Molto problematica appare la datazione dei testi amarniani sia in senso assoluto che relativo; a ciò si aggiunga il problema derivante dai danni subiti dalle tavolette di argilla che, a causa di urti e del trascorrere dei millenni, sono generalmente danneggiate sui bordi ovvero là ove gli antichi archivisti e scribi erano soliti indicare il mittente, il destinatario o la datazione. Studi filologici generalmente accettati in ambito accademico vogliono che l'archivio amarniano si sviluppi in un periodo che oscilla tra i 15 e i 30 anni e che gli estremi di tali periodi dipendano sommamente dall'esistenza o meno di un periodo più o meno lungo di coreggenza tra Amenhotep III e suo figlio Amenhotep IV/Akhenaton, e tra quest'ultimo e il suo effimero successore Smenkhara. Si assume, generalmente, che gli estremi siano da individuarsi tra il XXX anno di regno di Amenhotep III e il I di Tutankhamon. Tra questi estremi è stato possibile posizionare con abbastanza precisione determinati tipi di corrispondenza relativa a ben determinate aree:
- Babilonia: tra gli ultimi anni di regno di Amenhotep III e gli ultimi di suo figlio Akhenaton (forse fino al primo anno di regno di Tutankhamon);
- Area assira: ultimi anni di regno di Akhenaton;
- Mitanni: forse dal XXX anno di regno di Amenhotep III fino al IV-V di Akhenaton (in caso di coreggenza breve o di nessuna coreggenza) o al XIV-XV anno (in caso di coreggenza di almeno dieci anni);
- Arzawa: Amenhotep III[16].

Per quanto riguarda la corrispondenza hittita (lettera EA41) è bene tener presente che con il termine Huriya, usato come indirizzo personale, è possibile individuare indifferentemente Amenhotep IV/Akhenaton, Smenkhara o Tutankhamon. È inoltre ulteriore motivo di difficoltà interpretativa il fatto che, salvo rare eccezioni (comunque differentemente interpretabili in funzione della traduzione possibile), i mittenti mai si rivolgono al re cui la missiva è destinata chiamandolo per nome. Alle già citate difficoltà si aggiungano quelle derivanti proprio dai danni riportati dalle tavolette nei bordi che, in alcuni casi, lasciano la possibilità di differenti interpretazioni.
Quanto ai destinatari certi, è accettato in ambito accademico che 10 missive fossero indirizzate ad Amenhotep III, altrettante al figlio Akhenaton, 1 a Tutankhamon e una alla regina Tye. Due lettere, EA1 ed EA5, sono assegnate come scritte da Amenhotep III, mentre una, EA14, da Akhenaton. In una lettera, EA41, viene menzionato Khuri in cui si è voluto identificare Smenkhara. Di particolare interesse, tra le altre, è la lettera EA27 indirizzata dal re mitannita Tushratta ad Akhenaton e consegnata da due messaggeri, Pirizzi e Pupri, inviati per rappresentare il sovrano ai funerali di Amenhotep III.

### Tabella di raffronto degli anni di regno
Gli studi più recenti hanno consentito la compilazione della tabella seguente che pone a raffronto i periodi di regno dei sovrani di alcuni dei Paesi con cui la Corte amarniana intratteneva rapporti epistolari:
| Regno     | Sovrano                | Date di regno (tutte a.C.)                          |
| --------- | ---------------------- | --------------------------------------------------- |
| Assiri    | Ashur-uballit I        | 1353 - 1318                                         |
| Babilonia | Kadashman-Enlil I      | (1364) - 1350                                       |
|           | Burna-Buriaš II        | 1349 - 1323                                         |
| Egitto    | Amenhotep III          | 1386 - 1349 (1390 - 1352)                           |
|           | Amenhotep IV/Akhenaton | 1350 - 1334 (1352 - 1336) (1336 - 1335)             |
|           | Smenkhara              | 1336 - 1334 (1335 - 1332)                           |
|           | Tutankhamon            | 1334 - 1325 (1332 - 1323/1322)                      |
|           | Ay                     | 1324 - 1321 (1323/1322 - 1319/1318) (o 1324 - 1319) |
| Hittiti   | Šuppiluliuma I         | 1380 - 1340 (1343- 1323/1322 o 1319/1318)           |

## Contesto storico: iḫabiru
Le lettere di Amarna gettano luce su un periodo, quello del Tardo Bronzo antico-orientale, denso di acute tensioni sociali ed economiche, in gran parte provocate dal progressivo indebitamento dei contadini. I contadini, per sfuggire all'asservimento, potevano cercare di fuggire verso altri Stati, ma con il diffondersi di trattati che garantivano la reciproca restituzione dei fuggiaschi dovettero optare per la protezione offerta da spazi inospitali, tipicamente le montagne e le steppe pre-desertiche, in cui si fondevano con i clan pastorali che abitavano queste aree. Questi gruppi di rifugiati erano definiti ḫabiru, termine con una possibile connessione etimologica con le più antiche attestazioni del termine "ebrei" (ʿibrî), prima che questo assumesse connotazioni etniche. Tra le lettere dell'archivio amarniano, infatti, alcune provengono da Gerusalemme; in queste vengono spesso nominati i ḫabiru, termine che, per assonanza, venne inizialmente assegnato a predecessori delle popolazioni ebree; successivamente l'identificazione venne messa fortemente in dubbio e anzi rigettata, identificando i ḫabiru più compiutamente con i ḫapiru, termine generico non indicante l'appartenenza a gruppo etnico, bensì lo stato di "proscritti" o addirittura "banditi".

### Annotazioni
1. ↑  Esiste difformità sulla data di scoperta delle tavolette e sul numero originariamente rinvenuto, secondo alcuni studiosi, dalle testimonianze raccolte in loco, il rinvenimento sarebbe avvenuto nel 1886 in numero ben maggiore di 300; è stato calcolato che almeno 200 tavolette siano andate distrutte o disperse prima dell'immissione sul mercato clandestino.
2. ↑  Sono complessivamente presenti, al British Museum, 100 tavolette di cui 84 facenti parte della collezione "Budge", acquistate in Egitto da Ernest Alfred Wallis Budge nel 1888 (cat. E29786; E29851; E29824; E29842; E29842; E29814; E29808; E29820; E29816; E29796; E29792; E29813; E29817; E29805; E29815; E29806; E29804; E29795; E29797; E29857; E29837; E29856; E29858; E29858; E29839; E29823; E29828; E29864; E29846; E29836; E29803; E29800; E29802; E29833; E29841; E29826; E29838; E29853; E29843; E29798; E29849; E29819; E29861; E29862; E29830; E29834; E29860; E29825; E29787; E29788; E29790; E29844; E29831; E29848; E29793; E29855; E29812; E29818; E29810; E29809; E29840; E29859; E29865; E29835; E29811; E29801; E29827; E29854; E29791; E29832; E29785; E29789; E29794; E29799; + altre 8 e una, E29829 entrata a far parte della collezione nel 1891); 5 entrate al British nel 1902, o nel 1926, a cura di Kyticas Panayotis (cat. E50745; E37645; E37646; E37647; E37648); 10 entrate nel 1966 a cura della Egypt Exploration Society (cat. 134867; 134869; 134870, 134868; 134871; 134865; 134866; 134863; 134872; 134864) e 2 (cat. E24631 e E58364) rispettivamente provenienti da R.J. Moss (1893) e Percy Newberry (1926); al Vorderasiatisches Museum di Berlino (il Museo dell'Asia Anteriore) pervennero dapprima 160 tavolette, poi altre 202; al Museo egizio del Cairo dapprima 81 reperti; al Louvre 1, o forse 7 tavolette; 3 tavolette pervennero, forse nel 1911, al Museo egittologico "Vladimir Golenishchev" di Mosca; 1 all'American missionary Chauncey Murch (oggi all'Istituto orientale dell'Università di Chicago) forse nel 1894; 1 (oggi dispersa, ma di cui esiste copia) presso il French Assyriologist "Jules Oppert".
3. ↑  Tutte le tavolette note furono pubblicate, con traslitterazione e traduzione da Hugo Winkler nel 1896.
4. ↑  4 fanno riferimento a miti ed epica; 3 sono sillabari; 3 testi lessicali; 1 è una lista di divinità; 1 è un racconto hurrita sulle origini; 1 è una lista di parole egizie scritte in cuneiforme sillabico con equivalente in babilonese sia sillabico che logografico; 1 è evidentemente un amuleto; per altre 14 non è stato possibile, data anche la frammentarietà,stabilire il genere.
5. ↑  2 lettere e un inventario sono dirette a Babilonia, 1 ad Arzawa, altre 8 a re vassalli. Considerando che molte delle lettere fanno riferimento ad accordi anche di tipo matrimoniale, si è ritenuto che poche fossero le lettere di risposta presenti. Aldilà della possibilità di distruzione, si è ritenuto che l'esiguo numero derivasse dal fatto che le lettere venivano scritte in egiziano e poi tradotte solo per la spedizione non trattenendone, perciò, copia.
6. ↑  Con ciò intendendo la difficoltà a collocare le datazioni sia in relazione alla datazione tipica storica (anno x a.C.), sia con riferimento al sovrano sotto cui le singole missive vennero redatte o ricevute. Si legge, in alcuni casi, che una tal lettera è stata redatta "durante l'anno x di regno del re", ma non è specificato quale sia il re cui si fa riferimento.
7. ↑  Il limite superiore sarebbe da individuarsi nella lettera EA23 la cui datazione, in ieratico, risalirebbe all'anno XXXVI di Amenhotep III, con un errore di più o meno cinque anni.
8. ↑  A titolo di esempio, si consideri la lettera EA254, proveniente da Lab'ayu che riporta l'"anno 12" o, forse, "anno 32"; nel primo caso la lettera potrebbe far riferimento ad Amenhotep IV/Akhenaton, ma anche a suo padre; nel secondo caso unico possibile destinatario sarebbe da individuarsi in Amenhotep III.
9. ↑  EA2, EA3, EA4, EA17, EA19, da EA20 a EA24.
10. ↑  EA7, EA8, EA10, EA11, EA15, EA16, EA25, da EA27 a EA29.
11. ↑  EA9.
12. ↑  EA26.
13. ↑  A confutazione di tale ipotesi, viene avanzato che sarebbe stato strano indirizzare una lettera a Smenkhara se costui fosse stato coreggente di Akhenaton giacché l'associazione al trono di un secondo re, vivente il titolare, non era istituto noto presso i re medio-orientali che, a meno di non voler considerare una reggenza indipendente, indirizzavano perciò le loro missive, comunque, al titolare.
14. ↑  La data di stesura è controversa e viene interpretata come anno XII, il che andrebbe ad avvalorare, peraltro, l'ipotesi di una coreggenza lunga. Interessante notare che alle espressioni di cordoglio, Tushratta unisce la lamentela per non aver ancora ricevuto i doni promessi dal defunto Amenhotep III.
15. ↑  L'identificazione ḫabiru = ebrei venne ulteriormente accettata in un determinato contesto storico (F. Chabas, Les Hebreux en Egypt, Parigi 1862, pp. 42-56; Loretz Habiru-Hebraer, pp. 18-55, citati da Gardiner 1971) data la presunta religione "monoteistica" instaurata da Akhenaton e a convalida delle storie relative alla cattività ebraica in Egitto.

### Fonti
1. ↑  Knudtzon 1915, p. 1584.
2. 1 2 3   Lettere di Amarna, in Dizionario di storia, Roma, Istituto dell'Enciclopedia Italiana, 2010. URL consultato il 19 giugno 2019.
3. ↑  Liverani, 2003, p. 14.
4. 1 2  Reeves 2001, p. 63.
5. ↑  Moran 1992, Introduzione, pp. XIII-XIV.
6. ↑  Winkler 1896.
7. ↑  Moran 1992, Introduzione, pp. XV-XVI.
8. ↑  Knudtzon 1915.
9. ↑  Liverani 1999.
10. ↑  Liverani 1998.
11. ↑  Moran 1992, Introduzione, pp. XVI-XVIII.
12. ↑  Liverani 2003, p. 19.
13. ↑  Liverani 2003, p. 23.
14. ↑  Moran 1992, Introduzione, p. XXIV.
15. ↑  Moran 1992, Introduzione, pp. XXIV-XXXV.
16. ↑  Moran 1992, Introduzione, p. XXXV.
17. ↑  Aldred 1979, pp. 190 e sgg.
18. ↑  Aldred 1979, pp. 192-193.
19. ↑  Moran 1992, Introduzione, p. XXXIX.
20. ↑  Liverani 2003, pp. 30-32.
21. ↑  Liverani 1998, pp. 18-21.
22. ↑  Gardiner 1971, pp. 184-185.
23. ↑  Liverani 1998, p. 19 per la radice 'b-r con valore di "attraversare".
24. ↑  Gardiner 1971, p. 185.